# Pipestone megye
Pipestone megye az Amerikai Egyesült Államokban, azon belül Minnesota államban található. Megyeszékhelye és legnagyobb városa Pipestone. Lakosainak száma 9424 fő (2020. április 1.). Pipestone megye Moody, Rock, Minnehaha, Brookings, Lincoln, Lyon és Murray megyékkel határos.

## Népesség
A megye népességének változása:
| Lakosok száma | 9583 | 9510 | 9364 | 9270 | 9271 | 9424 |
|               | 2010 | 2011 | 2012 | 2013 | 2015 | 2020 |